# 다유이촌
다유이촌(田結村)은 나가사키현 기타타카키군에 설치된 촌이다. 